# Grand Prix de Wallonie 2002
Il Grand Prix de Wallonie 2002, quarantatreesima edizione della corsa, si svolse il 9 maggio 2002 su un percorso di 196 km. Fu vinto dal belga Dave Bruylandts della Domo-Farm Frites davanti al danese Lennie Kristensen e al francese Nicolas Fritsch.

## Ordine d'arrivo (Top 10)
| Pos. | Corridore          | Squadra           | Tempo    |
| ---- | ------------------ | ----------------- | -------- |
| 1    | Dave Bruylandts    | Domo-Farm Frites  | 4h33'00" |
| 2    | Lennie Kristensen  | EDS-Fakta         | a 12"    |
| 3    | Nicolas Fritsch    | FDJ               | s.t.     |
| 4    | René Jørgensen     | EDS-Fakta         | a 52"    |
| 5    | Morten Sonne       | EDS-Fakta         | a 58"    |
| 6    | Mauro Gianetti     | Team Coast        | s.t.     |
| 7    | Angelo Lopeboselli | Cofidis           | s.t.     |
| 8    | Nicolas Vogondy    | FDJ               | a 1'03"  |
| 9    | Bert Scheirlinckx  | RDM-Flanders      | a 1'11"  |
| 10   | Erwin Thijs        | Palmans-Collstrop | a 1'24"  |